# مینکارلو (کشتی ماهیگیری)
مینکارلو (کشتی ماهیگیری) (به انگلیسی: Mincarlo (trawler)) یک کشتی است که طول آن ۱۰۸٫۷۵ فوت (۳۳٫۱۵ متر) می‌باشد. این کشتی در سال ۱۹۶۱ ساخته شد.